# Joël Camathias
Pas d'image ? Cliquez ici
Joël Camathias, né le 9 février 1981 à Lugano, est un pilote automobile suisse engagé en International GT Open.

## Palmarès
- Le Mans Series
  - Vainqueur des 1 000 kilomètres de Spa dans la catégorie GT2 en 2006
  - Champion dans la catégorie GT2 en 2006

- FIA GT
  - 25e en 2007, 7e en 2008
  - Vainqueur des 24 Heures de Spa dans la catégorie GT2 en 2008

- International GT Open
  - Champion en 2007 et 2e dans la catégorie GTA[1]
  - Champion en 2009
  - Trois victoires en 2007 et six victoires en 2009